# پرس‌وجو بر پایه زمزمه
پرس‌وجو بر پایه زمزمه یا جستجو بر پایه زمزمه (آواز خواندن) یک سامانه الکترونیکی رایانه‌ای بازیابی اطلاعات برای بازآوری یا یافتن موسیقی است که زمزمه و خواندن ترانه توسط کاربر را دریافت کرده و با مقایسهٔ نمونهٔ داده شده با پایگاه دادهٔ خود، موارد مشابه را یافته و نمایش می‌دهد. از نمونه‌های آن ساوندهاوند، ACRCloud، Tunebot و Musipedia هستند.